# Guterre Hermegildes
D. Guterre Hermegildes ou Guterre Hermegildes de Coimbra ou ainda por vezes Guterre Ermegildes (Astúrias, c. 810 - 875) foi um nobre medieval que viveu no território do que viria a ser o Condado de Portucale e mais tarde o Condado Portucalense. Foi Conde de Coimbra cerca do ano de 860.

## Relações familiares
Foi filho de Hermenegildo de Coimbra (775 -?), conde de Coimbra e casado com , tendo deste casamento nascido:
- Hermenegildo Guterres (c. 842 - 920), também designado como Mendo Guterres ou Ermígio Guterre, que foi conde do Condado Portucalense e de Tui, Galiza. Foi casado com Ermesinda Gatones, filha de Gatón de Bierzo (823 - entre 866 e 874), conde do Bierzo e de Egilona.
- Alvito Guterres de Coimbra
- Ossorio Guterres, avô de suo homónimo, Ossorio Guterres